# ダイニュス・カマイティス
ダイニュス・ペトラス・カマイティス（Dainius Petras Kamaitis）は、リトアニアの外交官であり、2006年から2011年にかけて、駐日（兼フィリピン、オーストラリア、ニュージーランド）リトアニア共和国特命全権大使を務めた。また、彼はリトアニアから初めて日本に任命された外交官であり、1998年には東京にリトアニア大使館を設立している。その後は2002年まで臨時代理大使として在任していた。
2007年から2012年にかけては、アジア欧州財団 (ASEF) 理事会のリトアニア理事を務めた。
カマイティスは「EAST-EAST」（リトアニアと日本の建築家および建築を学ぶ学生によって開催される複合的フォーラム）の発起人並びに中心的コーディネーターである。2013年10月29日、これまでの芸術・文化面における日本とリトアニアの関係発展への貢献が高く評価され、在リトアニア日本大使館、並びにチュルリョーニス基金との共催により、「チュルリョーニス・カップ」を受賞した。
日本・リトアニア間の関係強化及び友好親善に寄与したカマイティスは日本政府により、令和元年秋の外国人叙勲として旭日重光章が授与された。